# Polietilen
Polietilen (polieten, politen, alkaten, PE-LD, LDPE, PE-HD, HDPE) je termoplastična masa koja nastaje polimerizacijom etilena.

## Kemijska postojanost
Sastoji se od velikih molekula većinom linearne strukture u obliku dugačkih niti. Zbog bočnih skupina koje sadržavaju, makromolekule polietilena nisu potpuno linearne, nego razgranate, zbog čega se smanjuje gustoća i mijenjaju svojstva polimera.
Prema molekularnoj građi i svojstvima razlikuje se polietilen niske gustoće (PE-LD), linearni polietilen niske gustoće (PE-LLD) i polietilen visoke gustoće (PE-HD). Mekan je, elastičan, proziran i sličan vosku, nepolarne strukture. Otporan je prema vodi i većini kemikalija, a na sobnoj temperaturi je netopljiv u otapalima. Na svojstva polietilena ne utječe slana voda, slani i kiseli tereni, te gradski i industrijski otpad, što ga čini osobito pogodnim za ugradnju u onečišćena tla.

## Primjena
Ovisno o gustoći, primjenjuje se za izradbu ambalažnoga materijala za prehrambene, farmaceutske, tekstilne i druge proizvode (boce, folije, vreće, veliki industrijski spremnici, itd.),  za izradbu elektromehaničkoga, montažnoga i drugoga pribora i komponenata (spajalica, vezica i sl.), za izolaciju električnih kabela, impregnaciju tekstilnih vlakana i papira (polietilensko vlakno), itd.
Budući da je raširen na svim poljima i vrlo mu je česta uporaba, jedna mu je od primjena u izradbi cijevi i spojnica za vodu. Popularna imena u tom području s vodom su mu alkaten i okiten.
Svojstva PEHD cijevnih sustava: mala masa, fleksibilnost, kemijska postojanost, postojanost prema utjecajima okoline, mali faktor trenja, ekološka opravdanost, dugotrajna hidrostatska čvrstoća, dugotrajno nepropusni spojevi.